# Forte do rio Batabouto
O Forte do rio Batabouto localizava-se na margem esquerda da foz do rio Batabouto (também grafado como Bataboute), afluente da margem esquerda do rio Araguari, na região do Cabo Norte, no litoral do estado do Amapá, no Brasil.

## História
SOUZA (1885), indica a existência de um segundo forte português na região do rio Araguari, em fins do século XVII, posterior ao que fora erigido por Pedro da Costa Favela e destruído pela pororoca (Forte do rio Araguari). Denomina este segundo forte como Forte de Araguari, dando-o como tendo sido conquistado e arrasado por tropas francesas sob o comando do Marquês de Ferroles, governador da Guiana Francesa, em maio de 1697 (op. cit., p. 34).
BARRETTO (1958) compreende que este fortim do Araguari foi erguido em 1688, apresentando planta na forma de um polígono estrelado (op. cit., p. 47). Certamente de faxina e terra, foi guarnecido por um destacamento de vinte e cinco homens, e artilhado com três peças de pequeno calibre (GARRIDO, 1940:29), efetivo e artilharia que BARRETTO (1958) atribui para o Forte do rio Araguari na mesma região e época (op. cit., p. 45). Teve duração efêmera, tendo desmoronado com o tempo, e desaparecido (GARRIDO, 1940:29). BARRETTO (1958) dá-o como abandonado e destruído (op. cit., p. 47).
Dessa estrutura existe planta de uma Casa Forte, erguida pelo Capitão Pedro de Azevedo Carneiro (Planta da casa forte construída no fortim que fica no Cabo Norte no rio de Araguary, por Pedro de Azevedo Carneiro, c. 1688. Arquivo Histórico Ultramarino, Lisboa) (IRIA, 1966:40). Acredita-se assim, que foi a esta estrutura que se referiram os Tratados de Limites de 1700 e de 1713.
O Artigo 1º do Tratado Provisional e Suspensivo, entre Portugal e a França (Lisboa, 4 de março de 1700), estipulou a demolição do Forte do Macapá e a do Forte do Araguari, e a retirada de tudo o que neles houvesse. Embora jamais cumprido formalmente pela Coroa portuguesa, em virtude de instruções secretas transmitidas ao Governador do Pará, Fernão Carrilho (GARRIDO, 1940:26), essa determinação foi revogada pelo Tratado de Utrecht de 1713:
"S. M. P. [Sua Magestade Portuguesa] poderá reedificar os Fortes de Araguary e Camaú ou Passapá, e os mais que foram demolidos em execução do Tratado Provisional feito em Lisboa aos 4 de março de 1700, (...) o qual T. Provisional em virtude deste, fica nulo." (Art. IX do Tratado de Utrecht de 1713. in: GUEDES, João Alfredo Libânio. História Administrativa do Brasil (vol. 4). Rio de Janeiro: DASP, 1962. p. 157 e 161. apud GASMAN, 1976:73)
Este forte do rio Araguari, entretanto, não foi reconstruído. A região foi ocupada militarmente a partir do Segundo Reinado (1840-1889):
"Para a manutenção da nossa soberania na área [do Cabo Norte] face às pretensões francesas, o governo de D. Pedro II instalou em 1840, no rio Araguari, a primeira colônia militar brasileira, e que, do Oiapoque iria se implantar também em Tabatinga, no outro extremo da fronteira." (CASTRO, 1998:14-15)
OLIVEIRA (1968) considera o Forte do Rio Araguari e o Forte do Rio Batabouto como uma única estrutura. (op. cit., p. 750)